# Aquarius
Aquarius е 7-инчово EP издадено от шотландската електронна група Boards of Canada на 5 януари 1998. Това е едно от най-кратките издания на групата достигайки приблизително едва 13 минути.
На песента „Aquarius“ по-късно е направен кавър от американската инди поп група La Musique Populaire, включен в албума им „A Century Song“.